# Elvis Forde
Elvis Forde (nascido em 18 de novembro de 1959) é um velocista barbadense aposentado, especializado nos 400 metros . Ele foi o porta-bandeira de seu país natal na cerimônia de abertura dos Jogos Olímpicos de Verão de 1988 .
Ele ganhou as medalhas de bronze nos Campeonatos da América Central e do Caribe de 1985 e nos Jogos da América Central e do Caribe de 1986, e a medalha de ouro nos Campeonatos da América Central e do Caribe de 1987
Nos Jogos Olímpicos de 1984, ele terminou em sétimo no revezamento de 4 x 400 metros, junto com os companheiros de equipe Richard Louis, David Peltier e Clyde Edwards . Seu tempo de 3: 01,60 minutos ainda é o recorde de Barbados.
A Forde também competiu na distância individual nas Olimpíadas de 1984. Aqui, ele alcançou seu melhor tempo de carreira de 45,32 segundos. Ele também competiu no Campeonato Mundial Indoor de 1987 e nos Jogos Olímpicos de 1988 . Indoor, ele foi duas vezes vencedor da corrida de 600 jardas no Campeonato de Atletismo Indoor dos EUA, as últimas duas vezes que o evento foi realizado antes de ser convertido nos 500 metros. Ele é o ex-treinador de atletismo da Illinois State University em Bloomington-Normal, Illinois. Hoje, Forde é a principal treinadora de atletismo da Temple University, na Filadélfia, Pensilvânia.